# Златко Матеша
Златко Матеша (хорв. Zlatko Mateša; нар. 17 червня 1949, Загреб) — хорватський політик, прем'єр-міністр Хорватії (1995—2000).

## Біографія
Матеша народився і виріс в Загребі, здобув юридичну освіту в Загребському університеті. У 1970–1980 роки він працював в INA (національній нафтовій компанії Хорватії), де піднявся по службових сходах до посади помічника директора. Дружив з Нікіцею Валентичем, Младеном Ведрішем та Франьо Грегурічем.
У 1990 році він зайнявся політикою і став високопоставленим членом ХДС, поряд з вищезгаданою групою. У 1995 році Матеша короткий час працював міністром економіки, праці та підприємництва Хорватії. Президент Франьо Туджман призначив його шостим головою уряду 4 листопада 1995 року. Уряд Матеші, мабуть, найкраще пам'ятають за введення податку на додану вартість (хорв. Porez na dodanu vrijednost, PDV), яке готувалося за попереднього уряду і було здійснено 1996 року урядом під керівництвом Матеші. У 1998 році ставку податку було встановлено для всіх продуктів на рівні 22 %. Міністром фінансів в Кабінеті Златка Матеші був Борислав Шкеґро.
Під час хорватських парламентських виборів 2000 року його було обрано до Сабору, і там він працював до кінця 2003 року.
З 2002 року Матеша є президентом хорватського олімпійського комітету.